# Sarah Michelle Gellar
Sarah Michelle Gellar (født 14. april 1977 i New York City) er en amerikansk skuespillerinde. Hun er især kendt for sin rolle som hovedpersonen Buffy i Buffy - Vampyrernes Skræk. Hun har desuden lavet en lang række sketches og parodier for det amerikanske underholdningsprogram Saturday Night Live, blandt andet samme med Jack Black.
Hun spillede også med i Scooby Doo 1-2 sammen med sin mand skuespilleren Freddie Prinze Jr.

## Filmografi
- I Know What You Did Last Summer (1997)
- Scream 2 (1997)
- She's All That (1999)
- Simply Irresistible (1999)
- Cruel Intentions (1999)
- Harvard Man (2001)
- Scooby-Doo (2002)
- Scooby Doo 2 - Uhyrerne er løs (2004)
- The Grudge (2004)
- Southland Tales (2006)
- Suburban Girl (2007)
- The Air I Breathe (2008)

### Tv-serier
- Buffy - Vampyrernes Skræk (1997-2003)
- Angel
  - Afsnit: "The Bachelor Party" (1999)
  - Afsnit: "I Will Remember You" (1999)
  - Afsnit: "Sanctuary" (2000)
- Sex and the City
  - Afsnit: "Escape from New York" (2000)

## Spil
- Call of Duty: Black Ops, Zombie Map Call of the Dead (2011)